# Jock Sturges
Jock Sturges (* 1947, New York) je americký fotograf, nejznámější svými snímky naturistické komunity.

## Život a dílo
Narodil se v roce v New Yorku. Absolvoval s titulem BFA v oboru percepční psychologie a fotografie na Marlboro College a s titulem Master of Fine Arts ve fotografii na San Francisco Art Institute. Pracoval mimo jiné jako instruktor fotografie, printer, komerční fotograf se specializací na módu a klasický tanec a jako portrétní fotograf. Přispívá do řady fotografických magazínů, své snímky vystavuje po celém světě.

### Proces
Fotografuje nahé adolescenty a jejich rodiny, především v komunitách v Severní Kalifornii a naturisty na francouzské pláži Montalivet na pobřeží Atlantiku. Hodně z jeho prací je z kalifornské Misty Dawn, které snímal do svých dvaceti let.
Sturges pracuje primárně s klasickou velkoformátovou deskovou kamerou 8x10 palců. Pořídil také několik digitálních fotografií, ale preferuje práci s klasickými printy.

### Kontroverze
Jeho práce byla ve Spojených státech předmětem kontroverzní diskuse. V roce 1990 do jeho studia v San Franciscu vpadli důstojníci FBI a zabavili jeho vybavení. Soudní porota však následně odmítla podat proti němu obvinění. V roce 1998 proběhly neúspěšné pokusy označit jeho knihy The Last Day of Summer a Radiant Identities jako dětskou pornografii ve státech Alabama a Tennessee.

## Publikovaná díla
Mezi jeho publikované cykly patří:
- The Last Day of Summer (1991, Aperture, New York) ISBN 0-89381-538-1
- Radiant Identities (1994, Aperture, New York)
- Evolution of Grace (1994, Gakken, Tokyo)
- Jock Sturges (1996, Scalo, Zürich)
- Jock Sturges: New Work, 1996–2000 (2000, Scalo, Zürich)
- Jock Sturges: Twenty-Five Years (2004, Paul Cava Fine Art, Bala Cynwyd, PA)
- Jock Sturges: Notes (2004, Aperture, New York)
- Misty Dawn: Portrait of a Muse (2008, Aperture, New York)
- Jock Sturges Life Time (2008, Steidl)

Další významné publikace:
- Montage (Graham Webb International)
- Standing on Water (1991, katalog portfolia, vydal: Paul Cava Fine Art, Philadelphia)
- Jock Sturges Color (katalog portfolia, vydal: Ataraxia, Bensalem)

Portfolia limitovaných edicí originálních fotografií:
- Standing On Water (Paul Cava Fine Art, 1991, portolio v boxu s deseti oversized 20x24 palců gelatin silver fotografií)
- Jock Sturges: Twenty-Five Years (Paul Cava Fine Art, 2004, portolio v boxu s deseti 11x14 palců gelatin silver fotografií)
- Jock Sturges Platinum edice deseti podepsaných platinových fotografií (Russell Levin Gallery Monterey California 2007)

Jeho fotografie se objevily rovněž na obálkách tří románů Jennifera McMahona Promise Not to Tell, Island of Lost Girls a Dismantled, stejně jako na debutačním románu Ute av verden Karla Ove Knausgårda z roku 1998. O autorovi byl natočen dokumentární film Line of Beauty and Grace. A Documentary About Jock Sturges (2007 Amadelio Films, Christian E. Klinger).

## Výstavy
- Přirozeně: Karel Novák - Jock Sturges, Moravská galerie Brno, 2013
- Přirozeně: Karel Novák - Jock Sturges, Měsíc fotografie Bratislava, 2013

## Sbírky
Jeho fotografie jsou zastoupeny v nejvýznamnějších sbírkách na světě:
- The Museum of Modern Art, The Metropolitan Museum v New Yorku, Bibliothéque Nationale v Paříži nebo v Museum für Moderne Kunst ve Frankfurtu nad Mohanem.